# Haplotípus

Az felső DNS-molekula egyetlen bázispárban különbözik az alsó DNS-molekulától (egypontos nukleotid-polimorfizmus)

A haplotípus (haploid genotípus) olyan allélok csoportja, amelyeket az adott szervezet egyetlen szülőtől örökölt.
A legtöbb szervezet esetében a genetikai anyag (DNS) két szülőtől öröklődik, és a DNS két, páronként hasonló kromoszómakészletbe rendeződik. Az utód mindkét szülőtől egy-egy kromoszómakészletet örököl. Két, homológ kromoszómakészletet együtt diploidnak, míg egy pár felét, vagyis csak az egyik kromoszómakészletet haploidnak nevezünk. A haplotípus egy olyan genotípus, amely az egyes kromoszómákat veszi figyelembe, nem pedig a kromoszómapárokat. Ez lehet csak az egyik szülőből származó összes kromoszóma vagy egy kromoszóma kisebb részlete, például egy 9000 bázispárból álló szekvencia.
Azonban a haplotípus kifejezés több jelentéssel bír: 
1. Specifikus allélok (azaz specifikus DNS-szekvenciák) gyűjteményét jelentheti egy kromoszómán lévő, szorosan kapcsolódó gének csoportjában, amelyek együtt öröklődhetnek – vagyis valószínűleg szekvenciaként konzerváltak.[3]
2. Jelölheti olyan egypontos nukleotid-polimorfizmus-típusú (SNP) allélok csoportját, amelyek általában együtt fordulnak elő, azaz statisztikailag asszociálódnak.
3. Több humán genetikával foglalkozó, szolgáltató cég a kifejezéssel egy egyénileg előforduló, specifikus mutáció gyűjteményre utal egy adott genetikai részleten belül.

## Diverzitás
A haplotípus-diverzitás egy adott haplotípus egyediségét méri egy adott populációban. A haplotípus-diverzitást (H) a következőképpen számítjuk ki:
{\displaystyle H={\frac {N}{N-1}}(1-\sum _{i}x_{i}^{2})}
ahol {\displaystyle x_{i}} az egyes haplotípusok (relatív) gyakorisága a mintában és {\displaystyle N} a mintaelemszám. A haplotípus-diverzitás az adott mintára vonatkozik.

## Fordítás
Ez a szócikk részben vagy egészben  a   Haplotype című angol Wikipédia-szócikk ezen változatának fordításán alapul.  Az eredeti cikk szerkesztőit annak laptörténete sorolja fel. Ez a jelzés csupán a megfogalmazás eredetét és a szerzői jogokat jelzi, nem szolgál a cikkben szereplő információk forrásmegjelöléseként.